# 国鉄タキ7750形貨車
国鉄タキ7750形貨車（こくてつタキ7750がたかしゃ）は、1967年（昭和42年）に登場した日本国有鉄道（国鉄）及び1987年（昭和62年）4月の国鉄分割民営化後は日本貨物鉄道（JR貨物）に在籍したタンク車である。

## 概要
本形式は、1967年（昭和42年）から1993年（平成5年）にかけて総数289両（コタキ7750 - コタキ7799、コタキ17750 - コタキ17799, コタキ27750 - コタキ27799, コタキ37750 - コタキ37799, コタキ47750 - コタキ47799, コタキ57750 - コタキ57788）が日立製作所、富士重工業、日本車輌製造、川崎車輛、三菱重工業にて製造された、35t積のカセイソーダ液・カセイカリ専用の私有貨車（タンク車）である。
記号番号表記は特殊標記符号「コ」（全長 12 m 以下）を前置し「コタキ」と標記する。
本形式の他にカセイソーダ液を専用種別とする貨車はタム900形（130両）、タキ1400形（104両）、タキ2600形（523両）、タキ2800形（332両）、タキ4200形（252両）等実に29形式が存在し、35t 級としてはタキ4100形 (初代)・タキ4200形に次ぐ両数の形式であり、タキ7750形は軽量化・保安度向上がなされた形式である。
1979年（昭和54年）10月より化成品分類番号「侵81」（侵食性の物質、腐食性物質、危険性度合2（中））が標記された。
タンク体はドームレスの直円筒型、荷役方式はS字管を用いた圧縮空気による上入れ・上出し式である。内部には純度保持のためゴムライニングが施され、外周には保温のため厚さ50mmのグラスウール断熱材と薄鋼板製の外板（キセ）が設置されている。
1967年（昭和42年）から1976年（昭和51年）にかけて製作されたコタキ7750 - コタキ47791は車両により、側梁があるものとないものが存在する。1976年（昭和51年）以降に製作されたタキ47792以降は保安対策車として製作され、タンク空容積が7%以上増加し、大型化したため、タンク長が延長されている。
台車はコタキ7750 - コタキ37767は当初、平軸受・板ばね式のベッテンドルフ台車TR41Cであったが、後にコイルばね式のTR41DS-12に改造されている。コタキ37768 - コタキ47767は平軸受・コイルばね式のTR41E-12、コタキ47768 - コタキ57772はコロ軸受・コイルばね式のTR225、コタキ57773以降は改良型のTR213Cである。更にその後、東亞合成が所有する一部の車両は他車から転用したTR225へ換装した車両もあった。
1987年（昭和62年）4月の国鉄分割民営化に際しては日本貨物鉄道（JR貨物）に267両が継承され、JR化後も1993年（平成5年）まで製作されたが、1995年（平成7年）度末時点では248両が現存していたが、1996年（平成8年）度から淘汰が始まり、以後は老朽化やコンテナ化などによる輸送体系の変化により廃車が進み、2010年（平成22年）4月の時点では24両が在籍している。